# Водяне (Роздільнянський район)
Водяне́ (також Водино) — село в Україні, у Великомихайлівській селищній громаді Роздільнянського району Одеської області. Населення становить 66 осіб.
До 17 липня 2020 року було підпорядковане Великомихайлівському району, який був ліквідований.

## Населення
Згідно з переписом 1989 року населення села становило 65 осіб, з яких 32 чоловіки та 33 жінки.
За переписом населення 2001 року в селі мешкало 66 осіб.

### Мова
Розподіл населення за рідною мовою за даними перепису 2001 року:
| Мова       | Відсоток |
| ---------- | -------- |
| українська | 87,88 %  |
| російська  | 7,58 %   |
| молдовська | 3,03 %   |
| гагаузька  | 1,52 %   |